# Tetraclita floridana
Tetraclita floridana är en kräftdjursart som beskrevs av Henry Augustus Pilsbry 1916. Tetraclita floridana ingår i släktet Tetraclita och familjen Tetraclitidae. Inga underarter finns listade i Catalogue of Life.